# 徐州经济技术开发区
徐州经济技术开发区是位于中国江苏省徐州市的一个国家级经济技术开发区，位于徐州市东部。徐州经济技术开发区成立于1992年7月，2010年3月被中国国务院批准为国家级经济技术开发区。徐州经济技术开发区下辖六个乡级行政区，分别是徐庄镇和大庙、大黄山、东环、金山桥、金龙湖街道。总面积293.6平方公里，常住人口32万。
区内有卡特彼勒、蒂森克虏伯、圣戈班、维斯塔斯、协鑫、徐工集团、青岛啤酒等大型企业设立的厂区。